# العلاقات المكسيكية النرويجية
العلاقات المكسيكية النرويجية هي العلاقات الثنائية التي تجمع بين المكسيك والنرويج.

## مقارنة بين البلدين
هذه مقارنة عامة ومرجعية للدولتين:
| وجه المقارنة                                              | المكسيك                                                                               | النرويج                                                   |
| --------------------------------------------------------- | ------------------------------------------------------------------------------------- | --------------------------------------------------------- |
| المساحة (كم2)                                             | 1.97 مليون                                                                            | 385.21 ألف                                                |
| عدد السكان (نسمة)                                         | 130.53 مليون                                                                          | 5.33 مليون                                                |
| الكثافة السكانية (ن./كم²)                                 | 66.26                                                                                 | 13.84                                                     |
| العاصمة                                                   | مدينة مكسيكو                                                                          | أوسلو                                                     |
| اللغة الرسمية                                             | اللغة الإسبانية                                                                       | بوكمول، لغات السامي، نينوشك، اللغة النرويجية              |
| العملة                                                    | بيزو مكسيكي                                                                           | كرونة نروجية                                              |
| الناتج المحلي الإجمالي (بليون دولار)                      | 1.15 تريليون                                                                          | 398.83 مليار                                              |
| الناتج المحلي الإجمالي (تعادل القوة الشرائية) بليون دولار | 2.16 تريليون                                                                          | 322.23 مليار                                              |
| الناتج المحلي الإجمالي الاسمي للفرد دولار أمريكي          | 9.01 ألف                                                                              | 74.40 ألف                                                 |
| الناتج المحلي الإجمالي للفرد دولار أمريكي                 | 17.32 ألف                                                                             | 65.61 ألف                                                 |
| مؤشر التنمية البشرية                                      | 0.756                                                                                 | 0.944                                                     |
| رمز المكالمات الدولي                                      | +52                                                                                   | +47                                                       |
| رمز الإنترنت                                              | .mx                                                                                   | .no                                                       |
| المنطقة الزمنية                                           | منطقة زمنية وسطى، المنطقة الزمنية الجبلية، زمن منطقة المحيط الهادئ، منطقة زمنية شرقية | ت ع م+01:00، ت ع م+02:00، توقيت وسط أوروبا، أوروبا/أوسلو ‏ |

## منظمات دولية مشتركة
يشترك البلدان في عضوية مجموعة من المنظمات الدولية، منها:
| علم المنظمة | اسم المنظمة                        | تاريخ انضمام المكسيك | تاريخ انضمام النرويج |
| ----------- | ---------------------------------- | -------------------- | -------------------- |
|             | وكالة ضمان الاستثمار متعدد الأطراف | 1 يوليو 2009         | 9 أغسطس 1989         |
|             | منظمة التعاون الاقتصادي والتنمية   | ?                    | ?                    |
|             | الأمم المتحدة                      | 7 نوفمبر 1945        | 27 نوفمبر 1945       |
|             | الفريق المعني برصد الأرض           | ?                    | ?                    |
|             | منظمة حظر الأسلحة الكيميائية       | ?                    | ?                    |
|             | منظمة التجارة العالمية             | 1995                 | 1995                 |
|             | منظمة الشرطة الجنائية الدولية      | ?                    | ?                    |
|             | مؤسسة التنمية الدولية              | 24 أبريل 1961        | 24 سبتمبر 1960       |
|             | يونسكو                             | 4 نوفمبر 1946        | 4 نوفمبر 1946        |
|             | بنك التسويات الدولية               | ?                    | 1930                 |
|             | الاتحاد البريدي العالمي            | ?                    | ?                    |
|             | البنك الدولي للإنشاء والتعمير      | 31 ديسمبر 1945       | 27 ديسمبر 1945       |
|             | المنظمة الهيدروغرافية الدولية      | ?                    | ?                    |
|             | الاتحاد الدولي للاتصالات           | 1 يوليو 1908         | 1866                 |
|             | مؤسسة التمويل الدولية              | 20 يوليو 1956        | 20 يوليو 1956        |
|             | مجموعة أستراليا                    | 2013                 | 1986                 |
|             | مجموعة الموردين النوويين           | ?                    | ?                    |

## وصلات خارجية
- موقع وزارة الخارجية المكسيكية
- موقع وزارة الخارجية النرويجية